# Ломонос Фори
Ломонос Фори, или Княжик Фори, или Клематис Фори (лат. Clematis fauriei) — вид цветковых растений секции Княжик (лат. Atragene), рода Ломонос (лат. Clematis) семейства Лютиковые (Ranunculaceae).
По современной классификации клематисов используемых в садоводстве, сорта этого вида и сорта созданные с его участием относятся к Atragene Group.
В настоящее время Clematis fauriei, как вид больше не рассматривается и является синонимом Clematis alpina var. fauriei H.Boissieu, или Clematis alpina ssp. ochotensis var. fauriei (H. Boissieu) W.J. Yang & L.Q. Li.

## Распространение и экология
Япония.

## Ботаническое описание
Диплоид.
Деревянистая лиана длиной 200—215 см.
Листья тройчатые.
Цветки колокольчатые, ароматные, поникающие, фиолетовые, около 5,5—7 см. Чашелистики в числе 4, длиной 2,5—4 см, шириной 1—2,5 см. Стаминодии фиолетовые.
Clematis fauriei выделяется в отдельный вид в основном из-за узких бархатистых полосок по краю чашелистиков. Как показывают некоторые исследования гербарных материалов, наличие и особенности этих полосок зависит от стадии развития и условий произрастания растений.

## В культуре
Группа обрезки — 1.
Зоны морозостойкости: 3b—9b.
Местоположение: солнце, полутень. Может выращиваться контейнере. Не нуждается в обрезке. Цветёт на пробегах прошлого года.

## Сорта
- Clematis 'Blue Scent' (syn. Clematis fauriei 'Blue Scent'). Цветки средние, колокольчатые, ароматные, сине-фиолетовые, диаметром 5—7 см. Тычинки жёлтые[7].
- Clematis fauriei 'Blue Stream'. Цветки относительно мелкие, двойные, фиолетовые[8].
- Clematis 'Werner's Polarlight' (syn. 'Polar Light'; 'Polarlight'; Clematis fauriei 'Werner's Polarlight'). Цветки относительно мелкие, колокольчатые, фиолетовые  диаметром 4—6 см, с зеленовато-белыми стаминодиями[9].